# Marcelino Vieira
Marcelino Vieira is een gemeente in de Braziliaanse deelstaat Rio Grande do Norte. De gemeente telt 8.331 inwoners (schatting 2009).

## Galerij

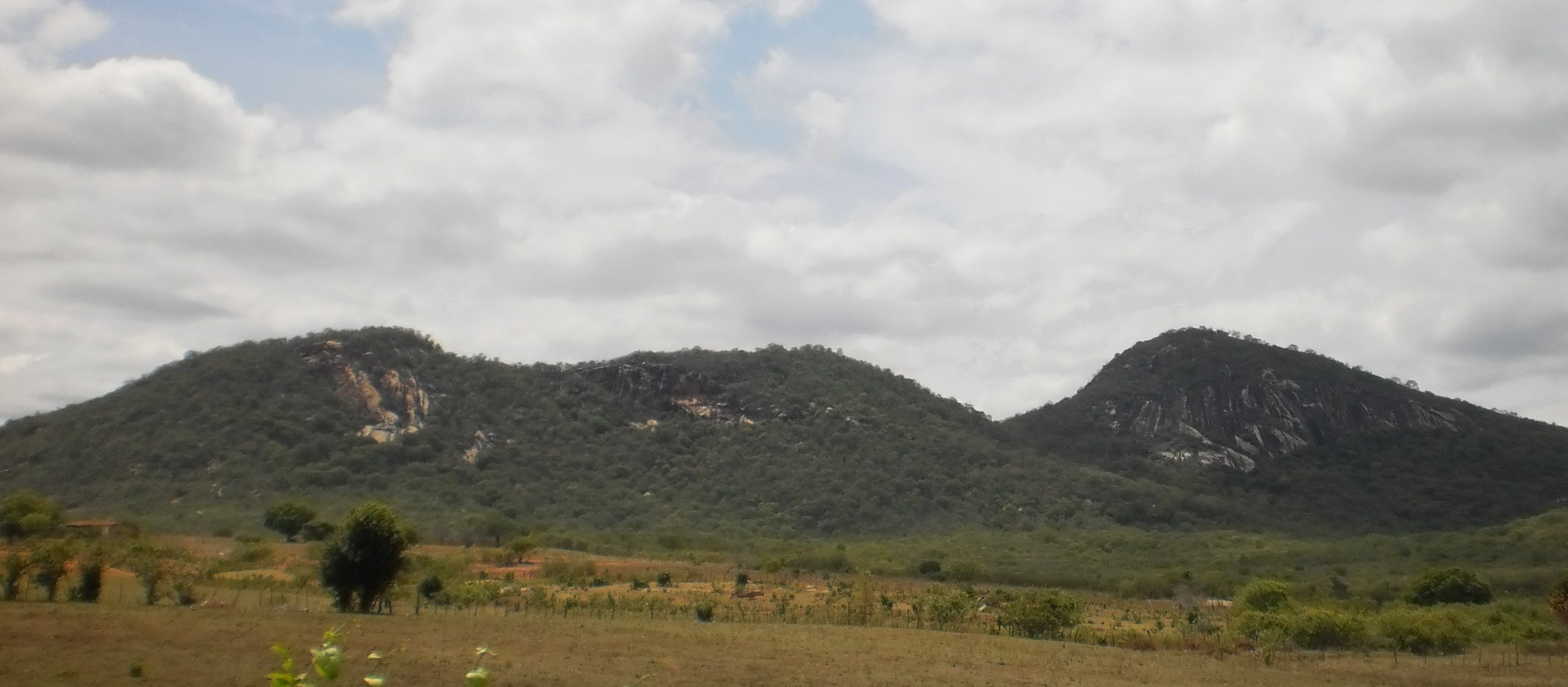
Serra do Panatis (Marcelino Vieira)
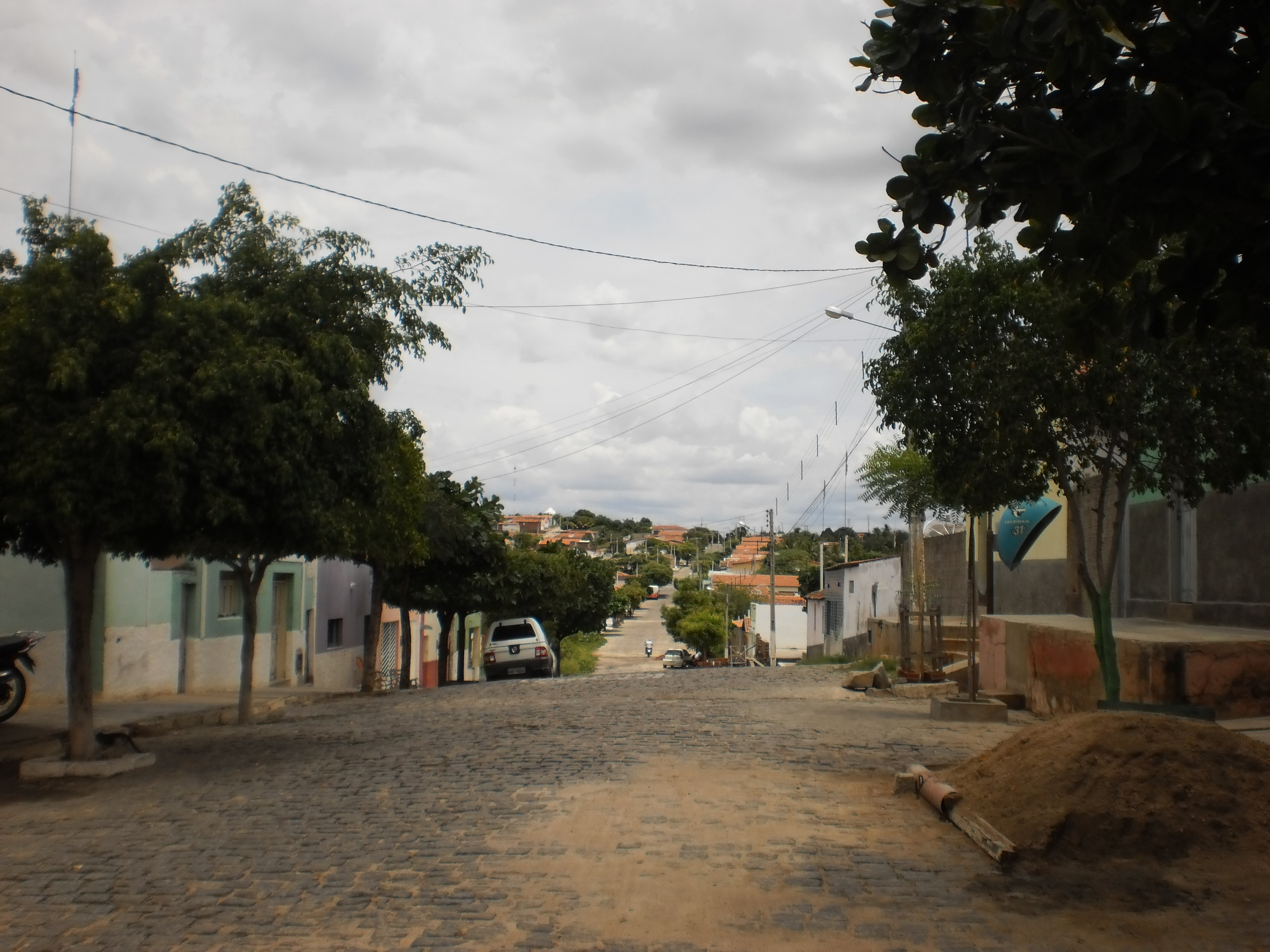
Rua Neo Pontes
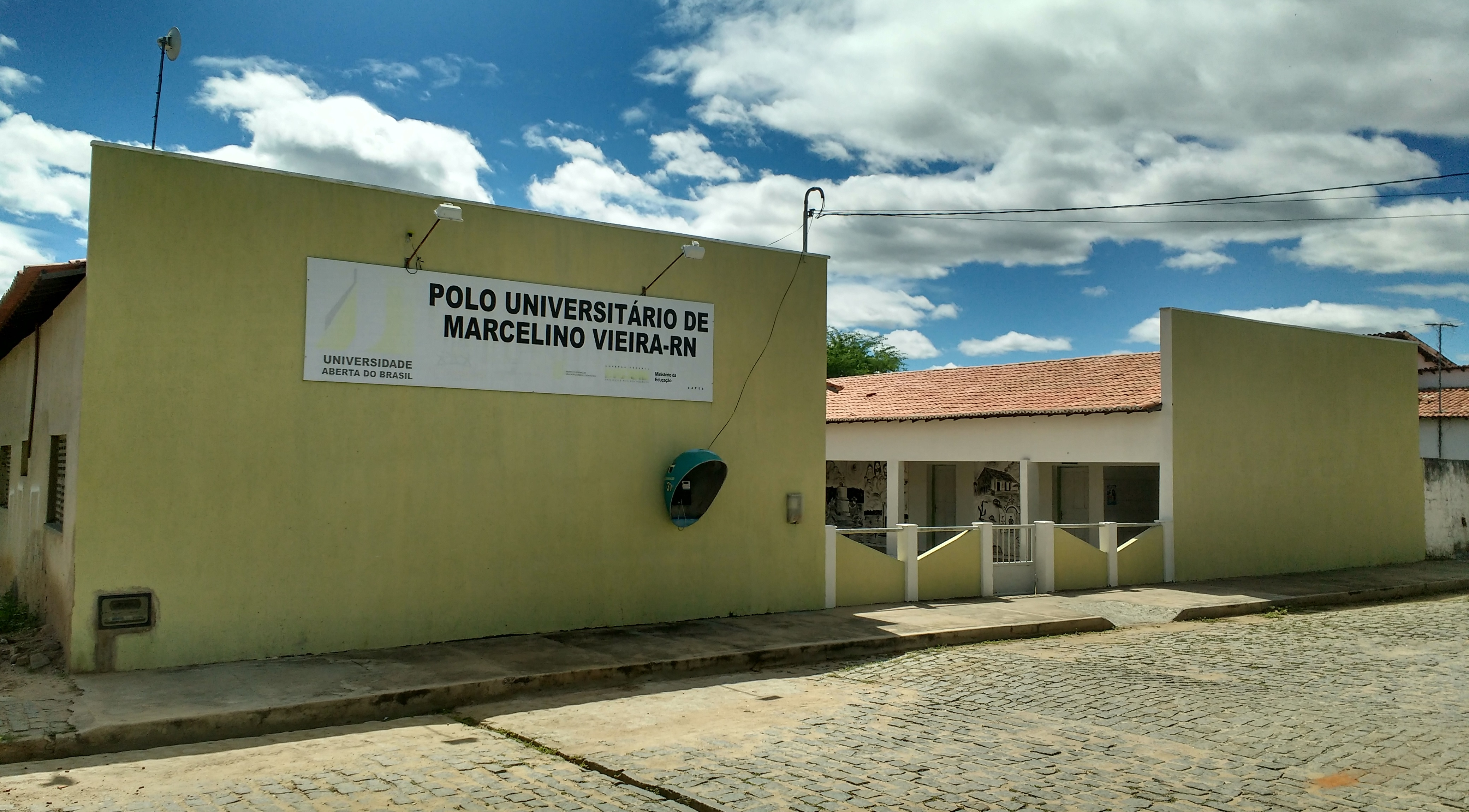
UAB
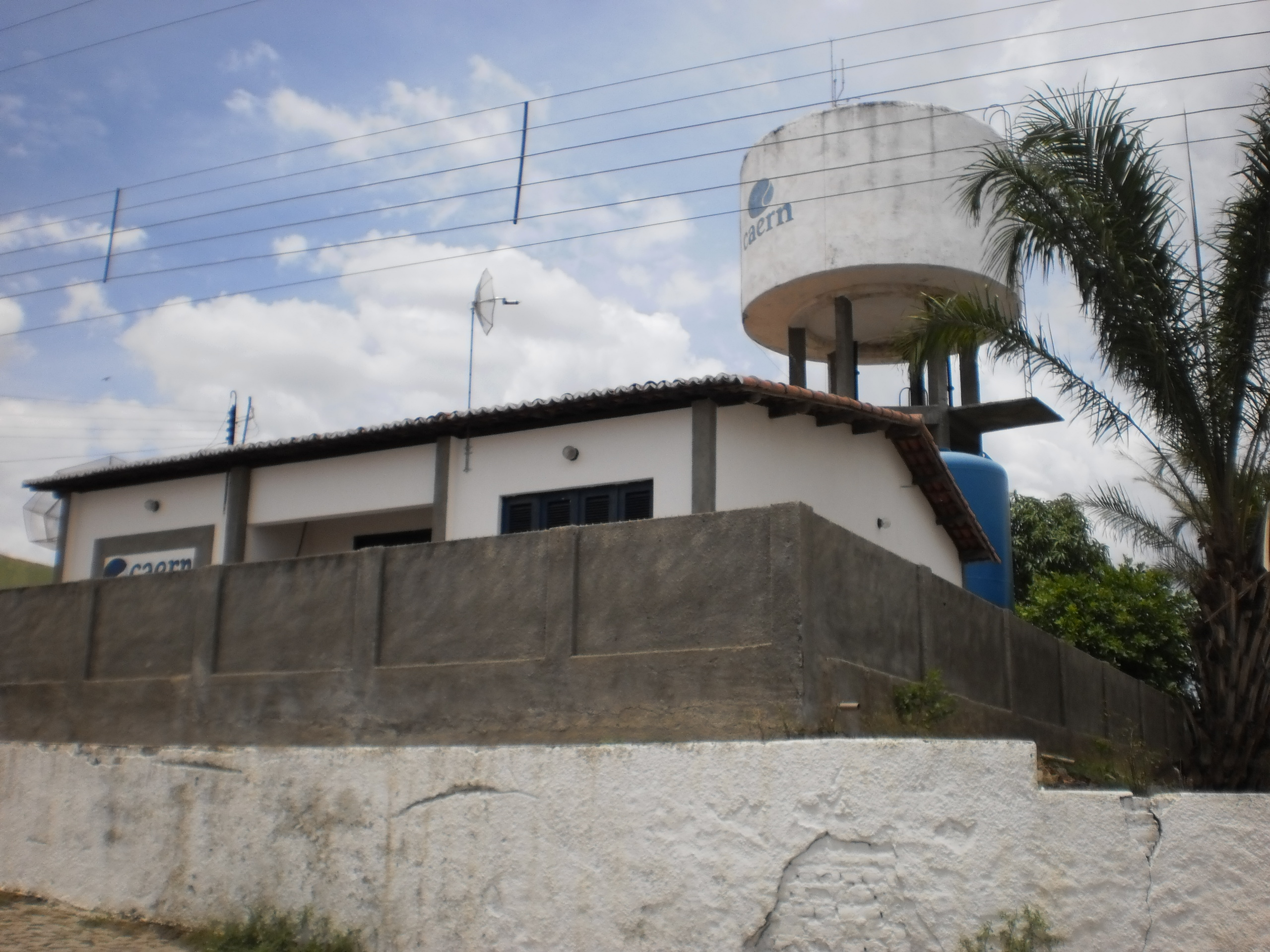
CAERN